# Sillabario n. 2
Sillabario n. 2 è una raccolta di racconti di Goffredo Parise, pubblicata nel 1982. Lo stesso anno l'opera, un'originale collezione di racconti brevi aventi come tema i sentimenti, vinse il Premio Strega e il Premio Selezione Campiello.

## Genesi dell'opera
Nella breve nota introduttiva, Goffredo Parise affermava di avere concepito il progetto di scrivere una serie di prose poetiche disposte in ordine alfabetico. Il primo gruppo di queste prose aveva dato origine al libro chiamato Sillabario n. 1 e si articolava dalla lettera A alla F. Dopo circa dieci anni lo scrittore, ripreso il progetto, affidò a un secondo libro il proseguimento della sua opera letteraria. Nacque così Sillabario n. 2, in cui compaiono prose dalla lettera F sino alla S.

## I racconti
1. Felicità
2. Fascino
3. Fame
4. Gioventù
5. Grazia
6. Guerra
7. Hotel
8. Ingenuità
9. Italia
10. Lavoro
11. Libertà
12. Madre
13. Malinconia
14. Mare
15. Matrimonio
16. Mistero
17. Noia
18. Nostalgia
19. Odio
20. Ozio
21. Paternità
22. Patria
23. Paura
24. Pazienza, Primavera
25. Poesia
26. Povertà
27. Ricordo
28. Roma
29. Sesso
30. Simpatia
31. Sogno
32. Solitudine

## Contenuto di alcuni racconti
Felicità - Un giorno d'estate del 1944 un gruppo di ragazzi va a bagnarsi in un canale in campagna, vicino a Padova. Il ragazzo più grande, Mario, ha sedici anni, gli altri sono poco più che bambini. Si unisce a loro un giovane soldato tedesco di nome Fritz, che porta un gesso e ha una fisarmonica. A pochi metri, sul ponticello, passano giovani fascisti con le divise bianche e le pistole in pugno e sembrano belli come dèi. La compagnia fa bagni e consuma una merenda; poi, con la fisarmonica di Fritz, vengono cantate canzoni italiane e tedesche, spesso nelle due versioni; Mario insegna a ballare a una ragazzina di nome Coralla, sfollata da Milano e che conosce bene la lingua tedesca. Finché si sente un boato venire da sud: passano aerei in formazione e i ragazzi tentano di contarli, ma gli stormi sono molti. L'ultimo aereo, più lento e basso, consente di vedere le insegne degli Stati Uniti e i giovani assistono alla discesa di quattro paracadutisti. Fritz allora dice che sono ormai a Verona e che la guerra finirà presto.
Madre - Giannetto, un ragazzino di 11 anni con un orecchio difettoso, trascorre tutto il tempo a pattinare in un quadrilatero di strade in prossimità della casa: la madre, troppo apprensiva, lo vuole costantemente a portata di voce. È il 1940. Mentre gioca da solo, viene raggiunto da un ragazzo di due anni più grande, che lo convince a fare una corsa verso l'aeroporto. Giannetto vorrebbe tornare al più presto, ma i due, quando arrivano alla mèta, sono accolti da militari tedeschi assai gentili che li fanno salire su un caccia e regalano qualche ricordo. Quando finalmente Giannetto convince l'amico a tornare indietro, sembra che le circostanze si rivoltino contro di lui, perché dapprima erompe un temporale che li obbliga a fermarsi, poi l'amico tenta una scorciatoia che però non consente di percorrerla con i pattini. Così Giannetto continua a vedere dentro di sé gli occhi celesti della madre, tanto è divorato dall'ansia; e difatti, quando sono per rimettere piede in paese, la donna sta venendo loro incontro in bicicletta. L'amico si dilegua e Giannetto comincia a piangere e chiedere perdono, ma viene rimorchiato fino a casa, punito con troppa rigidezza e confinato in camera. Solo a notte fonda troverà il coraggio di accendere una luce e rincuorarsi un po'; mai dimenticherà la figura della madre, fino a che, assai giovane, morirà di malattia sotto gli occhi di lei.
Paura - Una donna piuttosto anziana, grassa e con gli occhiali appannati dal freddo, si dirige nella nebbia verso il Lido di Venezia. Pensa a tante cose: a chi l'ha lasciata per sempre, ai viaggi che tanto le piacciono, alla difficoltà a muovere il suo corpo goffo e instabile. Alle spalle, giunge un gruppo di ragazzi che la supera; con terrore la donna si accorge che i giovani l'hanno aspettata in mezzo a un ponte. Quando si vede circondata e sente le loro minacciose richieste (la borsetta o ti ammazziamo), la donna capisce che è di fronte alla morte e risponde che non darà nulla, che l'ammazzino. Ripete più volte "Ammazzatemi" e ad ogni sua parola i giovani si impauriscono a loro volta, finché scappano. Rimasta sola, la donna continua a imprecare, chiamandoli assassini perché non l'hanno ammazzata; poi, compreso che non era per lei ora di morire, riprende il suo cammino.
Ricordo - Un poeta assai famoso arriva un giorno a Milano. Prende un taxi e viene riconosciuto dal conducente, con il quale in gioventù era stato amico. I due parlano del passato, ma il poeta non si sente troppo contento perché Abelardo, il tassista, gli ricorda più volte una sua passioncella per un ragazzo più giovane, Bertino, che badava a un tirassegno. Abelardo giunge fino a incoraggiare il poeta a fare visita a Bertino, ora custode di un palazzo. Rimasto solo e piuttosto triste, il poeta decide di andare da Bertino: lo trova tanto cambiato, laborioso, marito e padre premuroso. Il baracchino del tiro a segno, venduto ad altri, è bruciato due anni prima a Varese. Sempre più rattristato, il poeta si mostra modesto sulla sua fama, ma Bertino gli chiede se c'è ancora la poesia scritta per lui tanti anni fa. Scorre qualche lacrima, poi Bertino con gentilezza congeda l'amico, come fosse lui il più vecchio dei due.

## Edizioni
- Goffredo Parise, Sillabario n. 2, postfazione di Natalia Ginzburg, Milano, Mondadori, 1982.
- Goffredo Parise, Sillabario n. 2, collana I grandi premi letterari. Premio Strega, prefazione di Ernesto Ferrero, Milano, Club degli Editori, 1983.
- Goffredo Parise, Sillabario n. 2, in Sillabari, collana Oscar narrativa, prefazione di Silvio Perrella, n. 722, Milano, Mondadori, 1984, ISBN 88-04-25528-5.
- Goffredo Parise, Sillabario n. 2, in Bruno Callegher e Mauro Portello (a cura di), Opere, collana I Meridiani, vol. 2, Milano, Mondadori, 1989, ISBN 88-04-31405-2.
- Goffredo Parise, Sillabario n. 2, collana Grandi premi della letteratura italiana, Novara, De Agostini/Milano, Mondadori, 1996, ISBN 88-02-07586-7.
- Goffredo Parise, Sillabario n. 2, in Sillabari, collana I libri di Parise, Milano, Mondadori, 1997, ISBN 88-04-25528-5.
- Goffredo Parise, Sillabario n. 2, in Sillabari, Milano, Adelphi, 2004, ISBN 978-88-459-2393-7.
- Goffredo Parise, Sillabario n. 2, prefazione di Silvio Perrella, collezione Premio Strega, Torino, Utet, 2007.
- Goffredo Parise, Sillabario n. 2, collana I capolavori del Premio Strega, prefazione di Silvio Perrella, Milano, Il Sole-24 ore, 2012.
- (EN) Goffredo Parise, Solitudes: short stories, traduzione di Isabel Quigly, Evanston (Illinois), Marlboro Press/Northwestern, 1984, ISBN 0460046098.